# Мисисипи Милс (Онтарио)
Мисисипи Милс (енгл. Mississippi Mills) је градић у Канади у покрајини Онтарио. Према резултатима пописа 2011. у граду је живело 12.385 становника.

## Становништво
Према резултатима пописа становништва из 2011. у граду је живело 12.385 становника, што је за 5,5% више у односу на попис из 2006. када је регистровано 11.734 житеља.
| 2006.  | 2011.  | 2016.  |
| ------ | ------ | ------ |
| 11.734 | 12.385 | 13,163 |